# Диксоншор
Диксоншор (устар. Диксон-Шор) — река в России, протекает по Ямало-Ненецкому АО. Устье реки находится в 86 км по левому берегу реки Хыльмигъяха. Длина реки составляет 24 км. В 7 км от устья по правому берегу впадает река Почтамаяха.

## Данные водного реестра
По данным государственного водного реестра России относится к Нижнеобскому бассейновому округу, водохозяйственный участок реки — Пур. Речной бассейн реки — Пуч.
Код объекта в государственном водном реестре — 15040000112115300058890.